# Бернар Лакомб
Берна́р Лако́мб (на френски: Bernard Lacombe; род. 15 август 1952, Лион) – французин футболист и треньор. Один от най-добрите играчи в историята на френския футбол. На второ място във вечната ранглиста на френското първенство с 255 гола, отстъпващ само на италианеца Делио Онис. Независимо оттова, че Лакомб е нападател, то той е давал често голови пасове на своите съотборници.

## Кариера
Бернар Лакомб започва кариерата си в младежката формация на „Фонтен“. През 1969 г. преминава в отбора на „Лион“, където партньор му е Еме Жаке, който впоследствие му става треньор. През 1973 Лакомб е извикан за първи път в националния отбор на Франция, а след 5 години участва и на световно първенство. На мондиала Лакомб вкарва още на 38-ата секунда на мача с Италия, като така става футболистът отбелязал най-бърз гол на шампионатите дотогава, но това не помага на французите, които губят срещата с 1:2. След това следва загуба и от Аржентина и победа над Унгария. След световното пъвенство, Лакомб взима решение да напусне „Лион“. Он преминава в „Сент Етиен“, но се задържа в отбора едва половин сезон.
В средата на сезон 1979 – 1980 Лакомб преминава в „Бордо“, който е трениран от бившия му партньор от „Лион“, Жаке. С „Бордо“ Лакомб печели три титли шампион на Франция и две Купата на Франция, и стига до полуфинал в КЕШ. През 1982 г. Лакомб заминава на Мондиал 1982, но там получава травма във втория мач. След две години става европейски шампион, след което решава да сложи край на кариерата си в националния тим.
След края на кариерата си като играч, Лакомб се завръща в „Лион“, където от 1988 година работи като спортен директор. От 1996 година Лакомб поема клуба като старши треньор. Начело на клуба заема 6-о, и два пъти 3-то място в шампионата. През 2000 година Лакомб подава оставка. Лакомб остава в клуба като специален съветник на клубния президент Жан-Пиер Ола. Сътрудничи на телеканал OL TV, където работи като коментатор.

## Успехи
- Носител на Купата на Франция (3): 1973, 1986, 1987
- Носител на Алпийската купа (1): 1980
- Шампион на Франция (3): 1984, 1985, 1987
- Европейски шампион (1): 1984